# Convento di San Francesco d'Assisi (Bellinzona)
Il convento di San Francesco d'Assisi è un edificio religioso del XV secolo che si trova a Bellinzona, a fianco della chiesa di Santa Maria delle Grazie. Il convento è stato soppresso nel 1848 e dal 1919 ospita una casa per anziani.
Dell'antico edificio si è conservato in particolare il chiostro. All'interno dei bracci est e nord si trova un ciclo di affreschi con storie della vita di san Francesco d'Assisi, del XVII secolo, attribuiti al pittore fiorentino Luigi Reali.